# Ogcocephalus
Ogcocephalus es un género de peces actinopterigios de la familia Ogcocephalidae.

## Especies
Comprende las siguientes especies:
- Ogcocephalus corniger Bradbury, 1980
- Ogcocephalus cubifrons J. Richardson, 1836
- Ogcocephalus darwini C. L. Hubbs, 1958
- Ogcocephalus declivirostris Bradbury, 1980
- Ogcocephalus nasutus G. Cuvier, 1829
- Ogcocephalus notatus Valenciennes, 1837
- Ogcocephalus pantostictus Bradbury, 1980
- Ogcocephalus parvus Longley & Hildebrand, 1940
- Ogcocephalus porrectus Garman, 1899
- Ogcocephalus pumilus Bradbury, 1980
- Ogcocephalus radiatus Mitchill, 1818
- Ogcocephalus rostellum Bradbury, 1980
- Ogcocephalus vespertilio Linnaeus, 1758